# Upper Walthamstow
Upper Walthamstow is een wijk in het Londense bestuurlijke gebied Waltham Forest, in de regio Groot-Londen.